# Adolf Göran Mörner
Adolf Göran Mörner af Morlanda, född 27 juli 1773 i Esplunda, Närke, död 30 januari 1838, var en svensk greve, en av rikets herrar, statsråd, utrikesstatsminister och en av de aderton i Svenska Akademien.

## Biografi
Adolf Göran Mörner var son till Carl Gabriel Mörner och Lovisa Ulrika Horn af Rantzien. Han inskrevs nio år gammal som fänrik vid Svea livgarde, och utnämndes året därefter till kammarjunkare hos konungen. År 1788 begav han sig till Uppsala, där han tre år senare avlade kansliexamen, och genast blev anställd vid kungliga kansliet. Han befordrades år 1793 till kopist i kammarexpeditionen. Året därefter, år 1794, följde han som ambassadkavaljer med friherre von Nolcken till Wien, och förestod någon tid beskickningen där.
Efter sin återkomst till Sverige år 1795 utnämndes han till andre sekreterare i kabinettet för utrikes korrespondens, tog året därefter avsked från gardet och anställdes som kavaljer hos hertiginnan av Södermanland. Trots sina goda förbindelser med hovet uppträdde han vid riksdagen i Norrköping år 1800 som en av de ivrigaste oppositionsmännen och hade säkert följt många andras exempel och avsagt sig adelskapet, om han inte förhindrats av sin far. Följden blev emellertid, att han entledigades från sina beställningar både inom hovet och kabinettet. Han drog sig då tillbaka till sin egendom Espelunda i Närke, ägnande sin tid åt lanthushållning, studier samt författandet av mindre tidningsartiklar i finansiella och statsekonomiska ämnen.
Statsvälvningen år 1809 förde honom åter in i det offentliga livet där han bl.a. som ledamot av konstitutionsutskottet  uppträdde vid riksdagen såsom en nitisk och verksam medlem av det Mannerheimska partiet, som i första rummet har äran av 1809 års verk. Hans stora kunskaper och parlamentariska vältalighet fångade snart tronföljarens uppmärksamhet.
I november år 1812, kort efter det Mörner bevistat riksdagen i Örebro, där han var medlem av hemliga utskottet, utsågs han till statssekreterare vid handels- och finansexpeditionen. Utnämnd till statsråd efter Adlerbeth år 1815, slöt han tillsammans med utrikesstatsminister greve Lars von Engeström år 1817 ett handelstraktat med Nordamerikas förenade stater.
Han utnämndes år 1818 till riddare av Kungl. Maj:ts Orden. Han var även kommendör av Nordstjärneorden och år 1821 blev han efter Edelcrantz direktör i Lantbruksakademien. År 1822 blev han en av rikets herrar. År 1837 utnämndes han vid vakansen efter greve Gustaf af Wetterstedt till tillförordnad utrikes statsminister.
År 1818 valdes han in som ledamot i Svenska Akademien, och var därtill ledamot av Kungliga Vetenskapsakademien (1819) samt ledamot av Kungliga Musikaliska Akademien. Den 21 februari 1826 blev Mörner hedersledamot av Kungliga Vitterhets Historie och Antikvitets Akademien.
I augusti 1803 friade Mörner till Malla Silfverstolpe, men hon sa nej.
Han gifte sig år 1806 med Katarina Ulrika Heijkensköld, dotter till Detlof Heijkenskjöld den yngre och Ulrica Lovisa Victorin. Hans barn inkluderade Carl Göran Mörner (född 1808), Julius Oscar Mörner (född 1816) och Axel (Edward Knut) Mörner (född 1824).